# Ǎ
Ǎ (minuskule ǎ) je speciální znak latinky. Nazývá se A s háčkem. Používá se pouze v jazycích používaných v Africe. Vyskytuje se v jazycích používaných v Kamerunu, konkrétně v jazycích awing, bakaka, bangolan, kemezung, koonzime, kwanja a ngiemboon, a v ngalštině, což je jazyk používaný v Demokratické republice Kongo a v Kongu. Bývá často zaměňováno z častěji používaným, běžnějším písmenem Ă. Většinou se čte jako polozavřená přední nezaokrouhlená samohláska (e), což se čte jako důraznější E, v některých jazycích se ale čte také jako polootevřená přední nezaokrouhlená samohláska (ɛ), což se čte stejně jako české E. V Unicode má majuskulní tvar kód U+01CD a minuskulní U+01CE.